# Primulina balansae
Primulina balansae là một loài thực vật có hoa trong họ Tai voi. Loài này được Drake mô tả khoa học đầu tiên năm 1890 dưới danh pháp Chirita balansae. Một vài tên gọi bằng tiếng Việt của nó là cây ri ta balansa hay cày ri ta balansa.a